# Скальный травяной попугайчик
Скальный травяной попугайчик (лат. Neophema petrophila) — птица отряда попугаеобразных.

## Внешний вид
Длина тела 21—22 см. Очень скромно окрашен. Основная окраска оперения оливковая, живот и грудь жёлтые. Брюшко снизу иногда с красноватым налётом. На лбу синяя полоса, доходящая до глаз и щёк и переходящая в голубой. Хвост снизу жёлтый, сверху болотно-голубой. Изгиб крыла голубой. Второстепенные маховые голубые. Первостепенные маховые синее. На внутренней стороне крыла имеется небольшая белая полоса. Лапы серые. Клюв тёмно-серый. Радужка коричневая. Самка бледнее.

## Распространение
Обитает в Южной и Западной Австралии.

## Образ жизни
Селятся у берегов рек, не отходя от воды далее 100 м, в местах лишённых кустарниковой и древесной растительности, в мангровых зарослях, лагунах, скалистых районах. Малозаметная птичка, её трудно увидеть, так как она скрывается в густой траве. Летает только на короткие расстояния.

## Размножение
Гнёздами этим попугайчикам служат выемки в скалистых берегах.

## Классификация
Вид включает в себя 2 подвида.
- Neophema petrophila petrophila (Gould, 1841)
- Neophema petrophila zietzi (Mathews, 1912)